# Mittilidtjärnen
Mittilidtjärnen är en sjö i Piteå kommun i Norrbotten och ingår i Byskeälvens huvudavrinningsområde. Sjöns area är 0,022 kvadratkilometer och den befinner sig 344 meter över havet.